# Нидым (посёлок)
Ни́дым — посёлок в Эвенкийском районе Красноярского края. Посёлок относится к Илимпийской группе поселений. Название своё Нидым получил от эвенкийского слова «Ниды», что означает «низкий, заболоченный берег». Нидым самый близкий к Туре населённый пункт Эвенкии.
Образует сельское поселение посёлок Нидым как единственный населённый пункт в его составе.
До 2002 года согласно Закону об административно-территориальном устройстве Эвенкийского автономного округа — село.

## История
Нидым был основан в 1940 году согласно планам Туринской землеустроительной партии, на правом берегу Нижней Тунгуски. В 1970-е годы посёлок приобрёл большую славу в стране связанную со съемками фильма «Друг Тыманчи», действия которого развёртывались здесь. В фильме «Друг Тыманчи» снимались местные жители, а не актёры, благодаря чему он является гордостью эвенков.

## Население
| 2010 | 2012 | 2013 | 2014 | 2015 | 2016 | 2017 |
| ---- | ---- | ---- | ---- | ---- | ---- | ---- |
| 238  | ↘217 | ↗219 | ↘206 | ↘192 | ↘181 | ↘171 |
| 2018 | 2019 | 2020 | 2021 |      |      |      |
| ↗173 | ↗174 | ↘170 | ↘141 |      |      |      |

По состоянию на 2021 год, посёлке проживают 141 человек.
Здесь имеется основная школа-детский сад. Из сооружений культуры имеются сельский клуб и библиотека.

## Местное самоуправление
Нидымский поселковый Совет депутатов
Дата избрания: 13.09.2020. Срок полномочий: 5 лет. Председатель Совета Коваленко Мария Николаевна.
| Фракция       | Кол-во депутатов |
| ------------- | ---------------- |
| Единая Россия | 7                |

Глава посёлка
- Коваленко Мария Николаевна. Дата избрания: 14.12.2011. Дата переизбрания: 13.09.2020. Срок полномочий: 5 лет

Руководители посёлка
- Межанц Мария Кирилловна — глава в 1972—1992 и 1994—2006 гг.
- Салаткин Павел Гаврилович — глава в 1992—1994 гг.
- Дивонис Иван Владимирович — глава в 2007—2008 гг.
- Штоль Наталья Гавриловна — глава в 2008—2010 гг.
- Иванов Николай Иванович — глава в 2010—2011 гг.

## Климат
В посёлке типично континентальный климат холодно-умеренного подпояса с морозной зимой и коротким, но тёплым летом.